# Антонов, Алексей Михайлович
Алексей Михайлович Антонов (26.02.1900-22.02.1983) — советский патологоанатом, доктор медицинских наук, профессор, лауреат Сталинской премии 1952 года.
Родился 26 февраля 1900 года в Царицыне в семье служащего.
После окончания гимназии (1918) поступил в Саратовский университет на физико-математический факультет, откуда вскоре перевелся на медицинский факультет, окончил его в 1924 г.
Работал там же: препаратор кафедры гистологии (1921—1924), ассистент, доцент, профессор кафедры патологической анатомии (1924—1938).
В 1935 г. по совокупности научных публикаций без защиты диссертации присуждается кандидатская ученая степень. В 1936 году защитил докторскую диссертацию «О природе ганглионевром головного мозга». В 1938 году присвоено звание профессора.
В 1938—1940 гг. зав. кафедрами патологической анатомии Куйбышевского медицинского института и Куйбышевской военно-медицинской академии.
В 1940—1972 заведующий кафедрой патологической анатомии Саратовского государственного медицинского института. Одновременно в 1944—1947 гг. декан лечебного факультета, в 1958—1960 гг. зам. директора по научной работе. В 1972—1977 гг. профессор-консультант.
По совместительству:
- зав. патологоанатомическим отделом СГМИ (1933—1938) и доцент кафедры ПА там же (1934—1938);
- зав. патологоанатомическим отделом Центрального института физиологии верхних дыхательных путей, г. Саратов;
- заведующий патогистологической лабораторией НИИ «Микроб» (1943-56).

Во время войны — руководитель центральной прозектуры эвакогоспиталей Саратова.
Под его руководством подготовлено 34 кандидатских и 5 докторских диссертаций.
Научные интересы — патологии: онкологическая, инфекционная (холера, псевдотуберкулез, чума, сифилис, сыпной тиф), паразитарная (цистицеркоз) и сердечнососудистая (атеросклероз и гипертоническая болезнь).
В период работы в НИИ «Микроб» занимался исследованиями в области профилактики и лечения чумы. За достигнутые успехи в 1952 году авторскому коллективу присуждена Сталинская премия.
Заслуженный деятель науки РСФСР (1968).
Сочинения:
- К учению о ганглионевромах центральной нервной системы [Текст] / А. М. Антонов, доц. Кафедры патологич. анатомии Сарат. гос. мед. ин-та ; Из Кафедры патологич. анатомии Сарат. гос. мед. ин-та. — Саратов : Сарат. гос. мед. ин-т, 1936 (тип. Сарат. облместпрома). — Обл., 202, [5] с., 9 вкл. л. ил. : ил.; 23х15 см.